# Couvent des Célestins de Paris
Pour les articles homonymes, voir Célestins (homonymie).
Le couvent des Célestins de Paris était un ancien monastère de l'ordre des Célestins aujourd'hui disparu. Fondé au XIVe siècle dans l'actuel 4e arrondissement de Paris, en France, il était situé à proximité de la place de la Bastille, dans le quartier de l'Arsenal. C'était la deuxième plus importante nécropole royale, après la basilique Saint-Denis, puisque nombre de princes y furent inhumés.

## Situation
Le couvent était situé dans le Marais, entre la rue du Petit-Musc à l'ouest, la rue de l'Arsenal à l'est, la rue de la Cerisaie au nord, le quai des Célestins et la rue de Sully au sud, à proximité de l'enceinte édifiée dès 1365 par Charles V, du grand arsenal du Roi et de l'hôtel Saint-Pol, que ce dernier affectionnait particulièrement,.

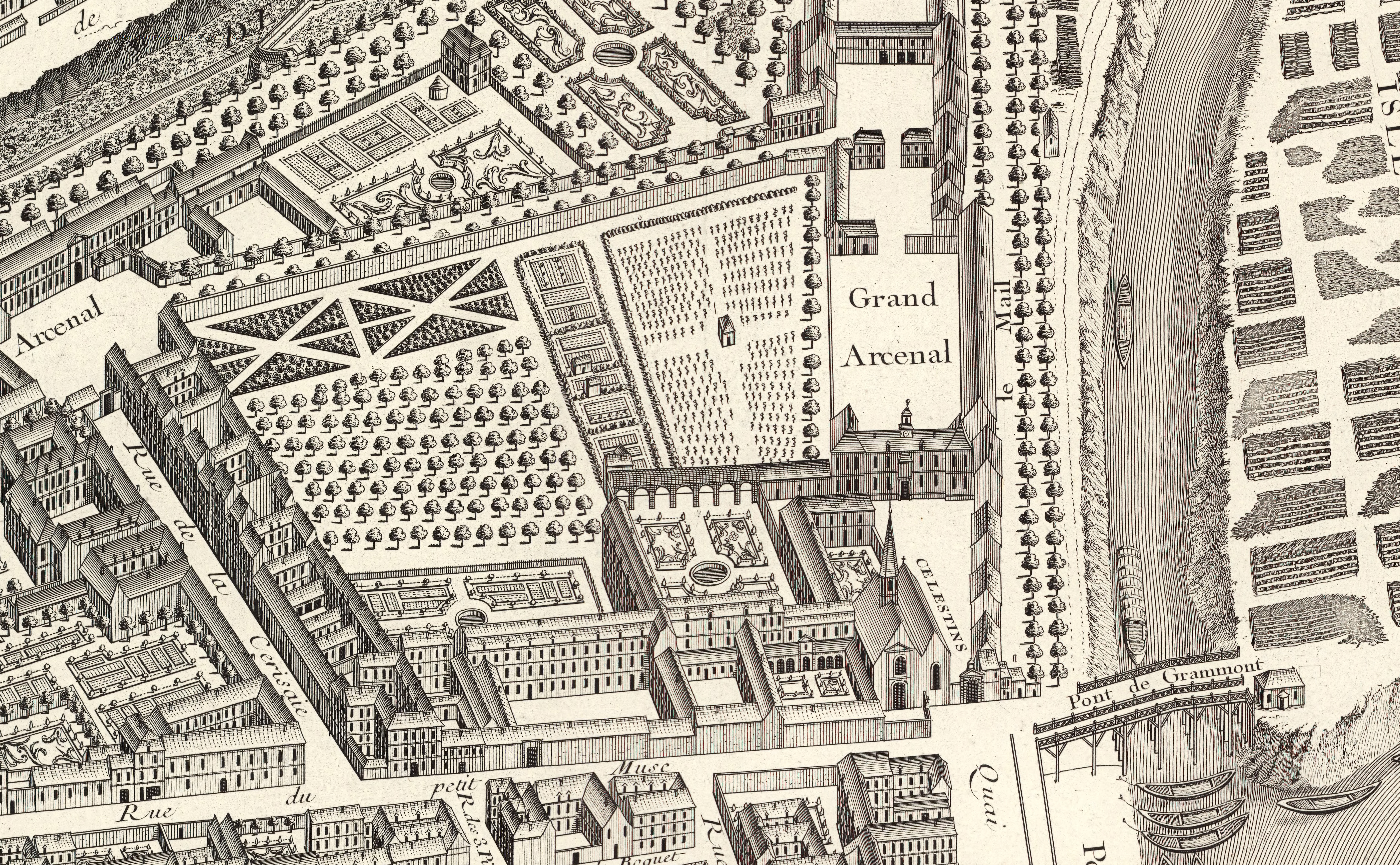
Le couvent sur le plan de Turgot.

## Historique

### Sous l'ancien régime
En 1259, Saint Louis logea à cet endroit les six carmes qu'il avait amenés avec lui de Terre-Sainte. Les lieux étaient assez réduits : ils comportaient une petite église, un cimetière, quelques bâtiments, avec un petit jardin. Les Carmes y demeurèrent durant cinquante-huit ans et, trop éloignés de l'université, déménagent sur la rive gauche de la Seine, près de l'actuelle place Maubert après avoir obtenu de Philippe le Bel et de Philippe V le Long quelques maisons dans la rue de la Montagne Sainte-Geneviève. Ils s'y établissent en 1318 et vendent leur premier monastère en 1319 à Jacques Marcel, pour la somme de 500 livres parisis.
Jacques Marcel fait bâtir deux chapelles, y met deux chapelains perpétuels pour les desservir, puis meurt en 1320. Garnier Marcel, son fils, bourgeois et échevin de Paris en jouit pendant trente-deux ans et en fait don aux célestins en 1352, avec l'accord de l'archevêque de Sens, Guillaume II de Melun, et de l'évêque de Paris, Jean de Meulan. Ce don avait été sollicité par Robert de Jussi, chanoine de Saint-Germain-l'Auxerrois et secrétaire du roi, ancien novice du couvent des Carmes de Châtres près de Compiègne.
Dans une de ces chapelles se trouvait un nombre important de tombeaux renfermant des personnages illustres. En dehors de l'abbaye de Saint-Denis, aucune autre église ne pouvait, avant la révolution, prétendre à l'égaler.
Le couvent est reconstruit en 1730. Dans la continuité de la suppression de l'ordre des Célestins, il est fermé en 1779.

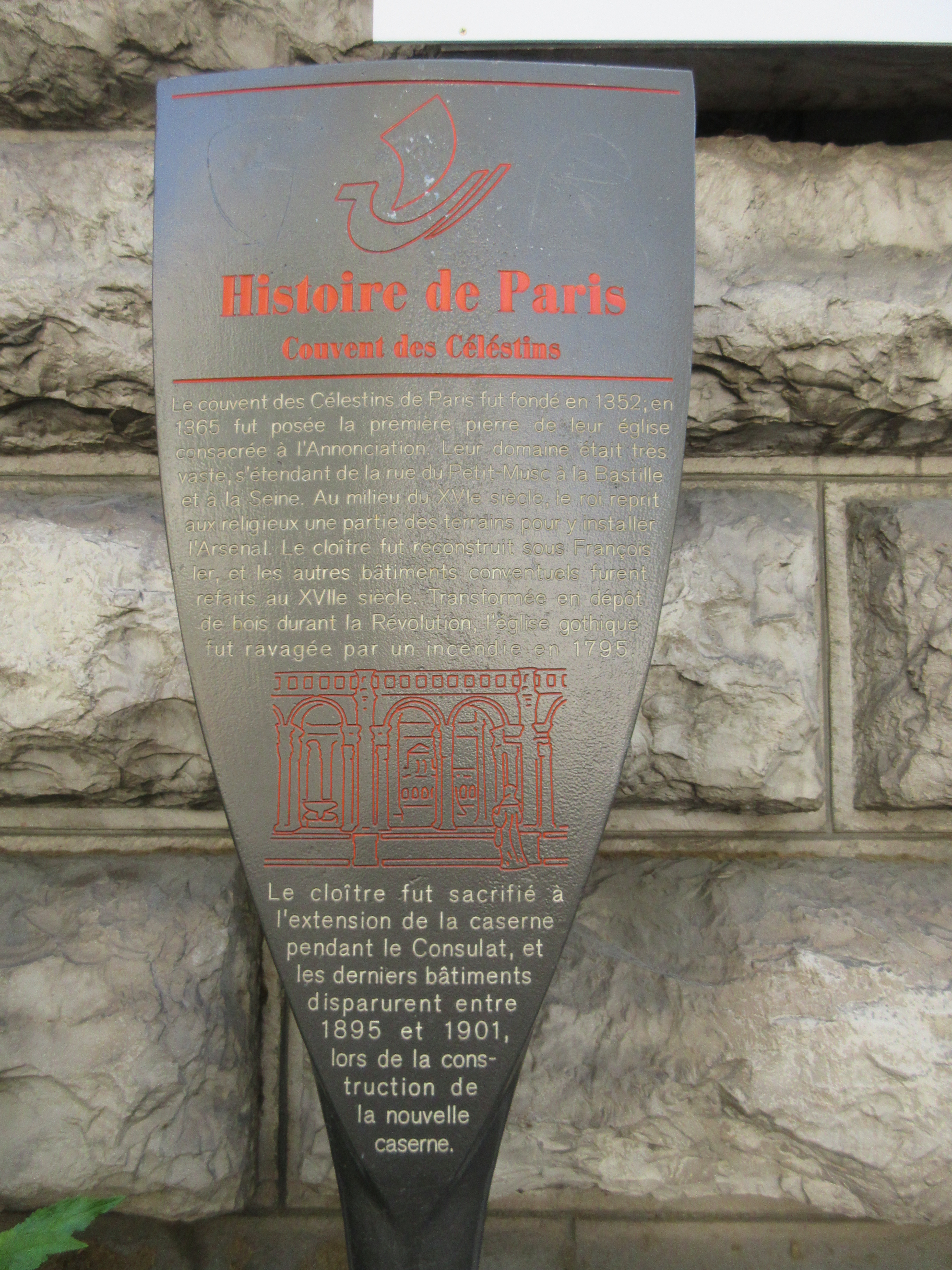
Panneau Histoire de Paris « Couvent des Célestins »
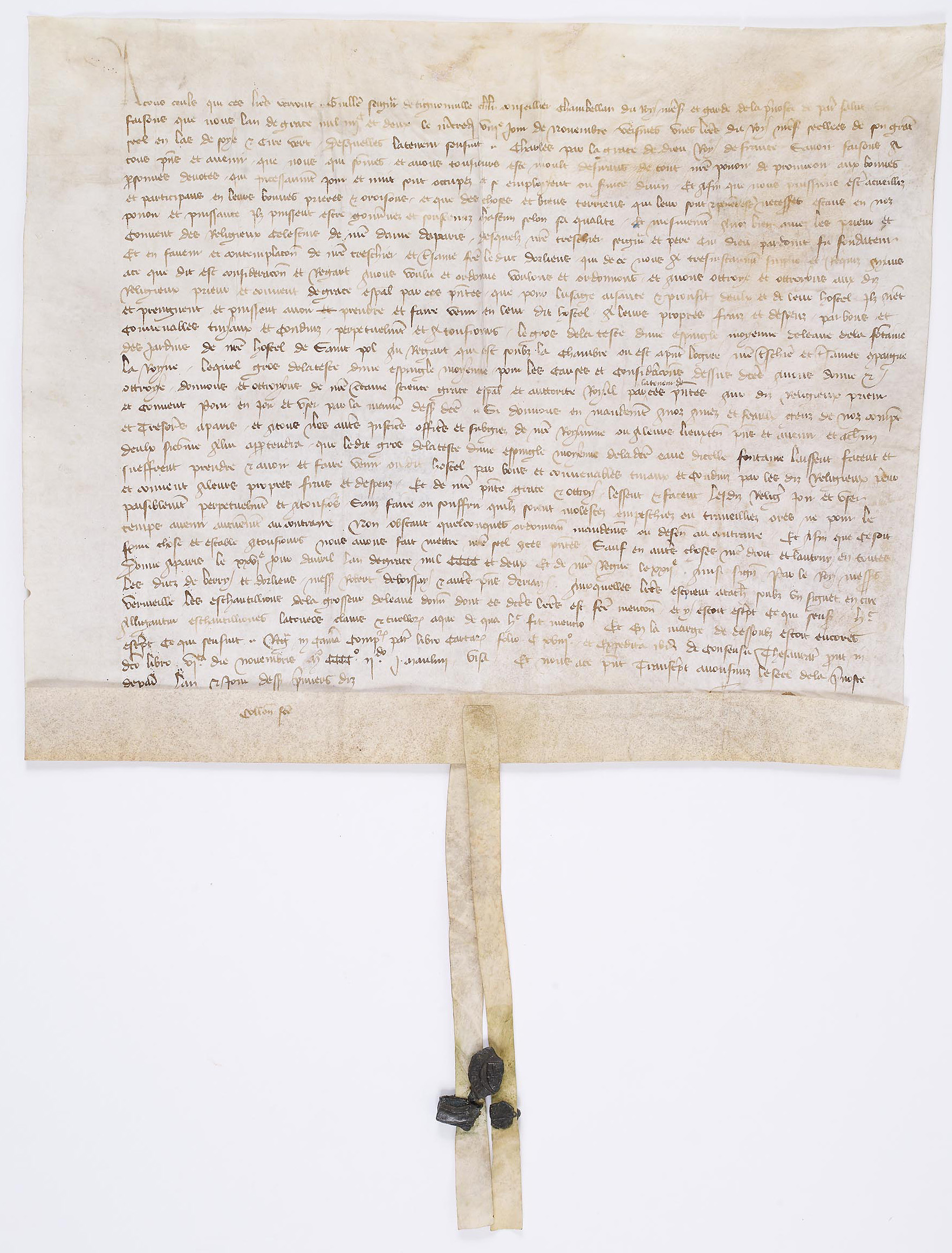
Concession d’eau à prendre sur la fontaine de l’hôtel Saint-Paul faite par le roi de France Charles VI au profit du couvent des Célestins, 26 avril 1402, Archives nationales de France.

### Après la Révolution
Le couvent est profané sous la Révolution française et transformé en dépôt de bois. Supprimé en 1790, il est converti en caserne sous le consulat. Après cette période, quelques-unes des pierres tombales sont retrouvées par Alexandre Lenoir, en particulier, celle du roi latin Léon V d'Arménie, qui est déposée au musée des monuments français à la basilique Saint-Denis. D'autres sculptures se retrouvent transférées au musée du Louvre, ainsi que dans une chapelle de l'église Saint-Gervais-Saint-Protais, toute proche.
En 1876, le percement du boulevard Henri-IV scinde en deux l’ancien couvent, transformé en caserne depuis 1795. Les militaires conservent provisoirement leurs quartiers dans les bâtiments subsistant au nord-ouest de la nouvelle voie (du côté de la rue du Petit-Musc), tandis que la partie de l’ancien monastère située au sud-est du boulevard (du côté de l’Arsenal) est destinée à la construction d’une nouvelle caserne, dont le concours est remporté en 1890 par l’architecte Jacques Hermant. Vers 1898, la Ville de Paris décide de démolir les bâtiments de la caserne dite du Petit-Musc qui s’élèvent encore au nord-ouest du boulevard Henri-IV, afin d’en revendre les terrains tout en prolongeant la rue des Lions-Saint-Paul. 
Entre 1895 et 1901, les derniers éléments du cloître sont démolis lors de la construction de la nouvelle caserne des Célestins,, siège de l'état-major de la garde républicaine.

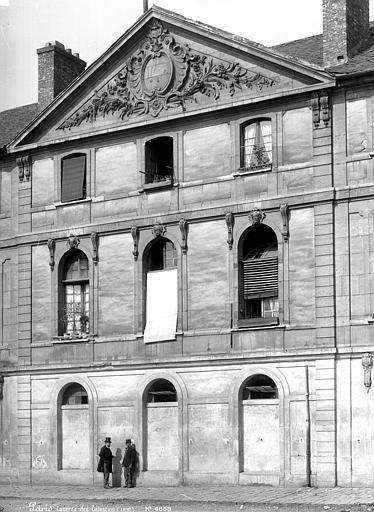
La caserne des Célestins, dans les bâtiments conventuels du XVIIIe siècle, avant leur démolition au XIXe siècle.
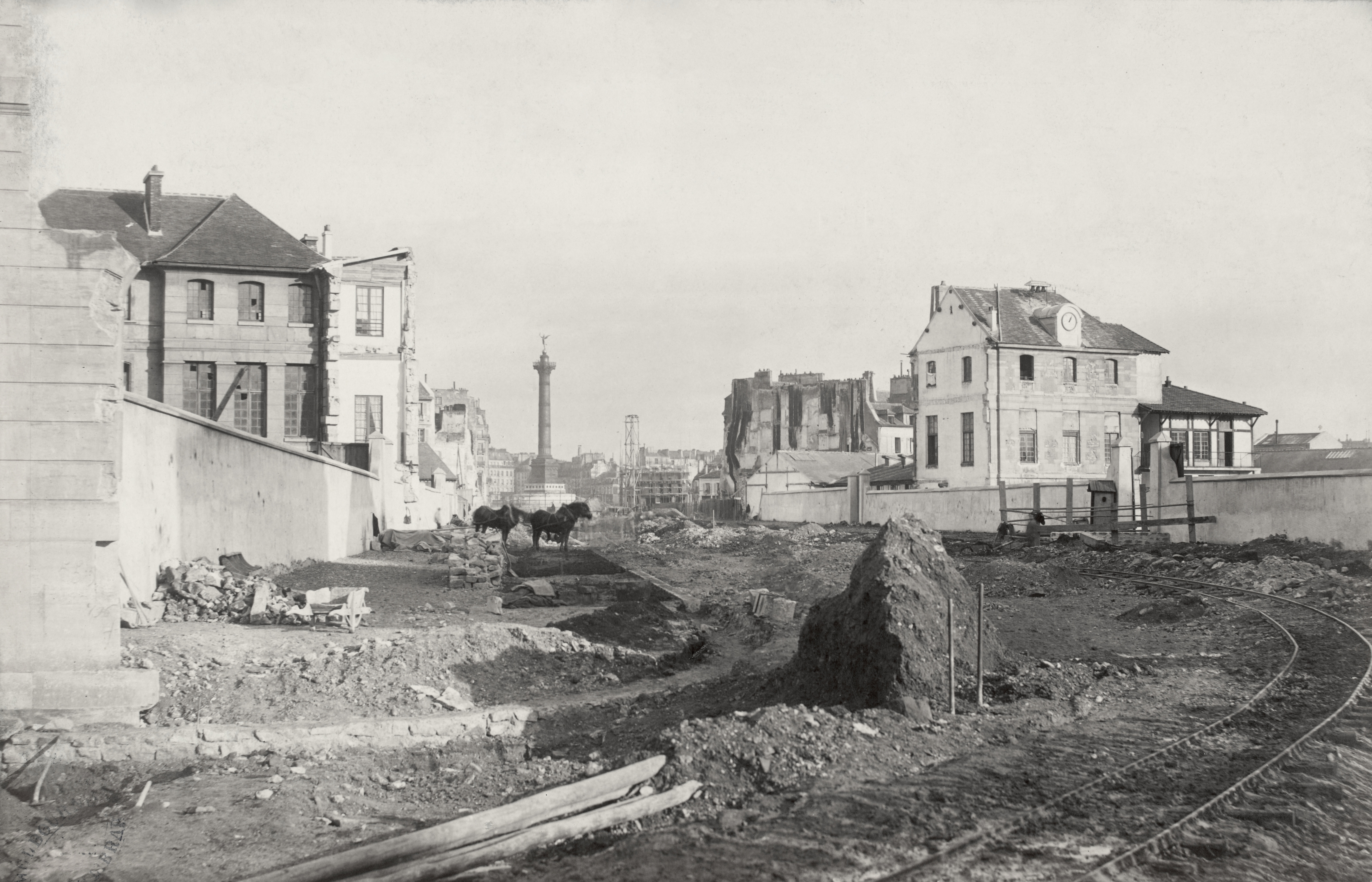
Le percement du boulevard Henri-IV avec (à droite) des vestiges du couvent. Photographie attribuée à Charles Marville.

## Description
D'apparence fort[Quoi ?] vu de l'extérieur, ce couvent renfermait d'importantes richesses. Le portail d'entrée présentait sur le pilier central une statue de Pierre de Morrone, moine-ermite des Abruzzes et fondateur de l'Ordre des Célestins qui fut élu pape sous le nom de Célestin V, tandis que les deux piliers latéraux figuraient Charles V et son épouse Jeanne de Bourbon, le roi tenant dans la main le modèle de l'église qu'il venait de faire construire.

### L'église abbatiale
Construite dès 1365 et consacrée en 1370 sous le vocable de Sainte-Marie par l'archevêque de Sens, Guillaume II de Melun, l'église d'une architecture simple était constituée d'un vaisseau unique de 48 m de long sur 11 m de large, se terminant par une abside polygonale. Un jubé séparait la nef des trois travées du chœur des moines. Le maître-autel était surmonté d'une statue de la Vierge Marie et de celle de l'Archange Gabriel par Germain Pilon.
L'église abrite le tombeau de la famille Cossé-Brissac.
Parmi les autres chapelles se trouvaient :
- la chapelle des Orléans, érigée par Louis Ier d'Orléans, où deux de ses fils reposèrent, Philippe de Vertus et Jean, comte d'Angoulême ;
- la chapelle des dix-mil martyrs, édifiée par l'évêque Louis de Beaumont de la Forêt, qui devint celle de la famille du duc de Gesvres.

On y trouvait les tombeaux d'Henri de Chabot, duc de Rohan, par François Anguier, et de Philippe Chabot, dont des vestiges sont déposés au Louvre.

## Le cloître
Le cloître rebâti au XVIe siècle avait cinquante colonnes, des plafonds peints et un dallage en mosaïques.

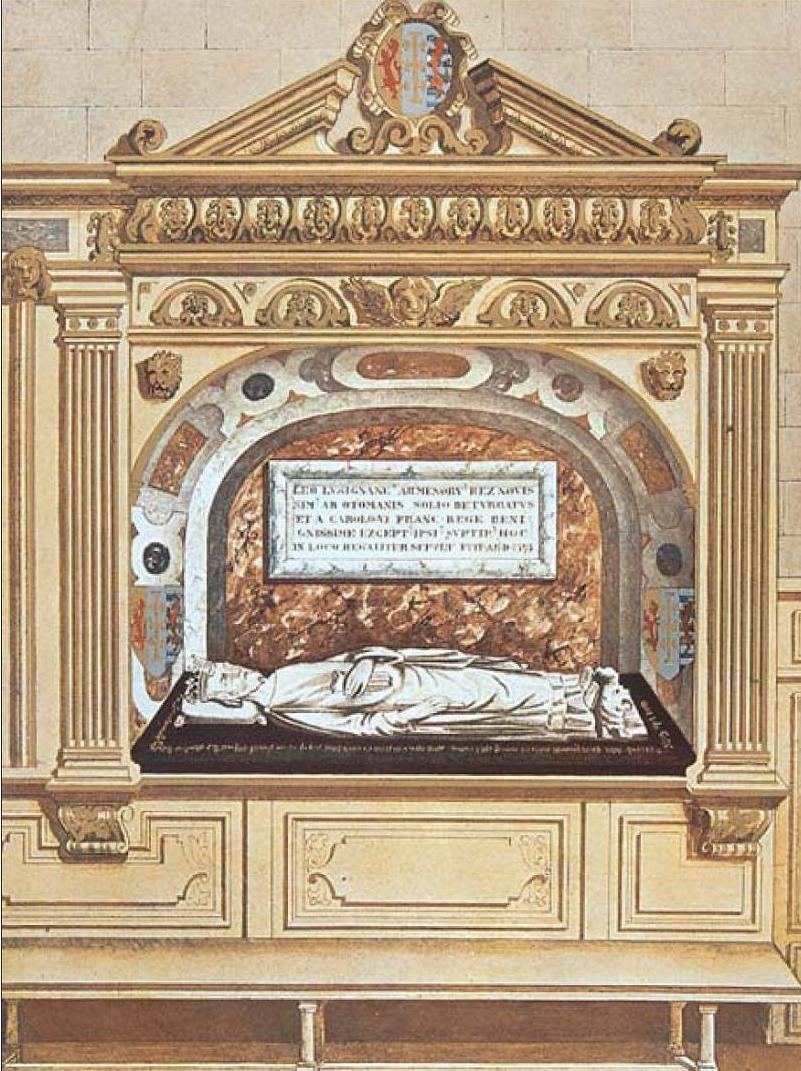
François Roger de Gaignières, Tombe de Léon V d'Arménie au couvent des Célestins, Paris, Bibliothèque nationale de France.
Tombeau de Renée d'Orléans-Longueville (1508-1515), Paris, musée du Louvre.
Tombeau d'Anne de Bourgogne, Paris, musée du Louvre.
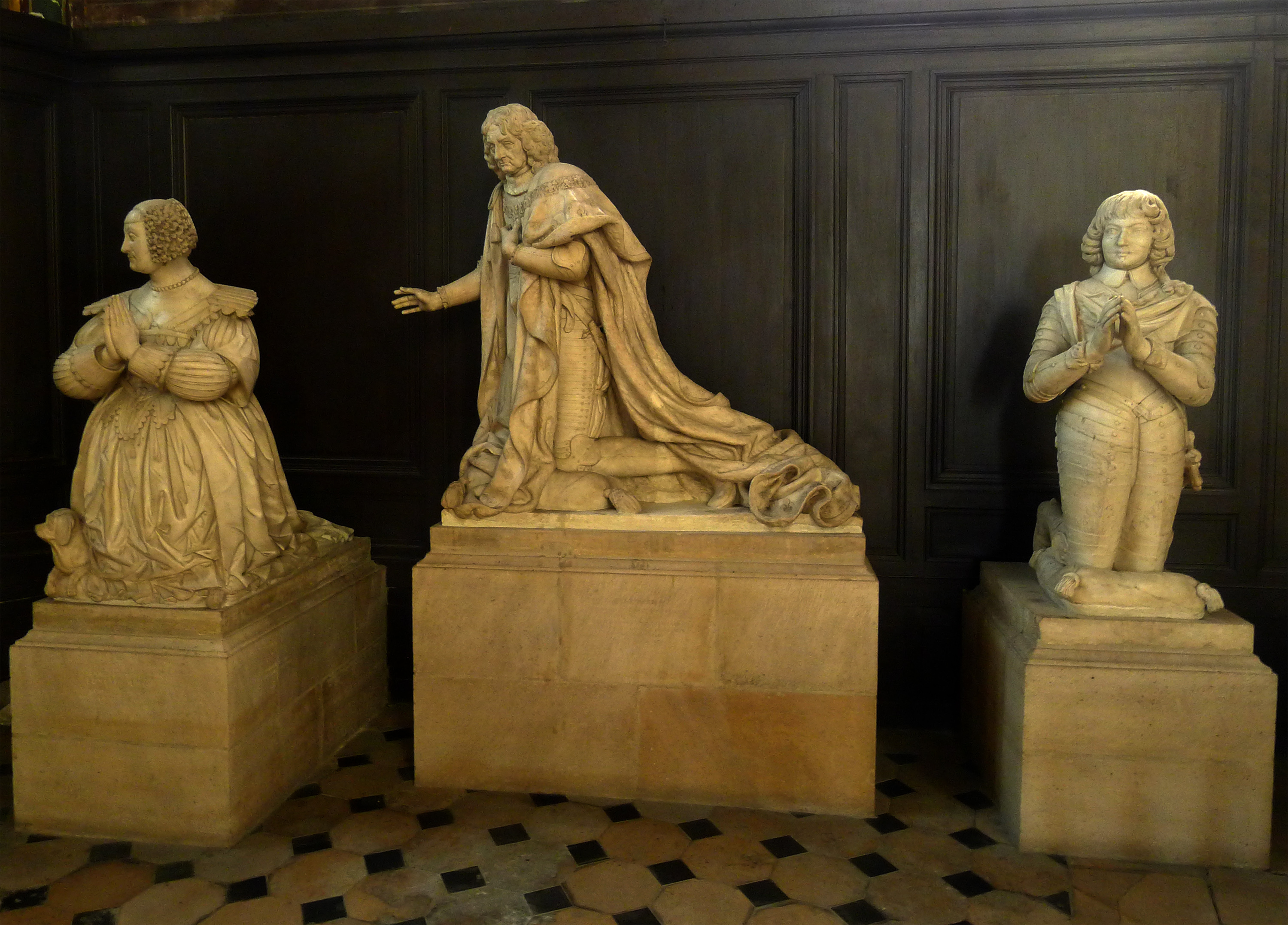
Orants de la famille de Gêvres, Paris, église Saint-Gervais-Saint-Protais.
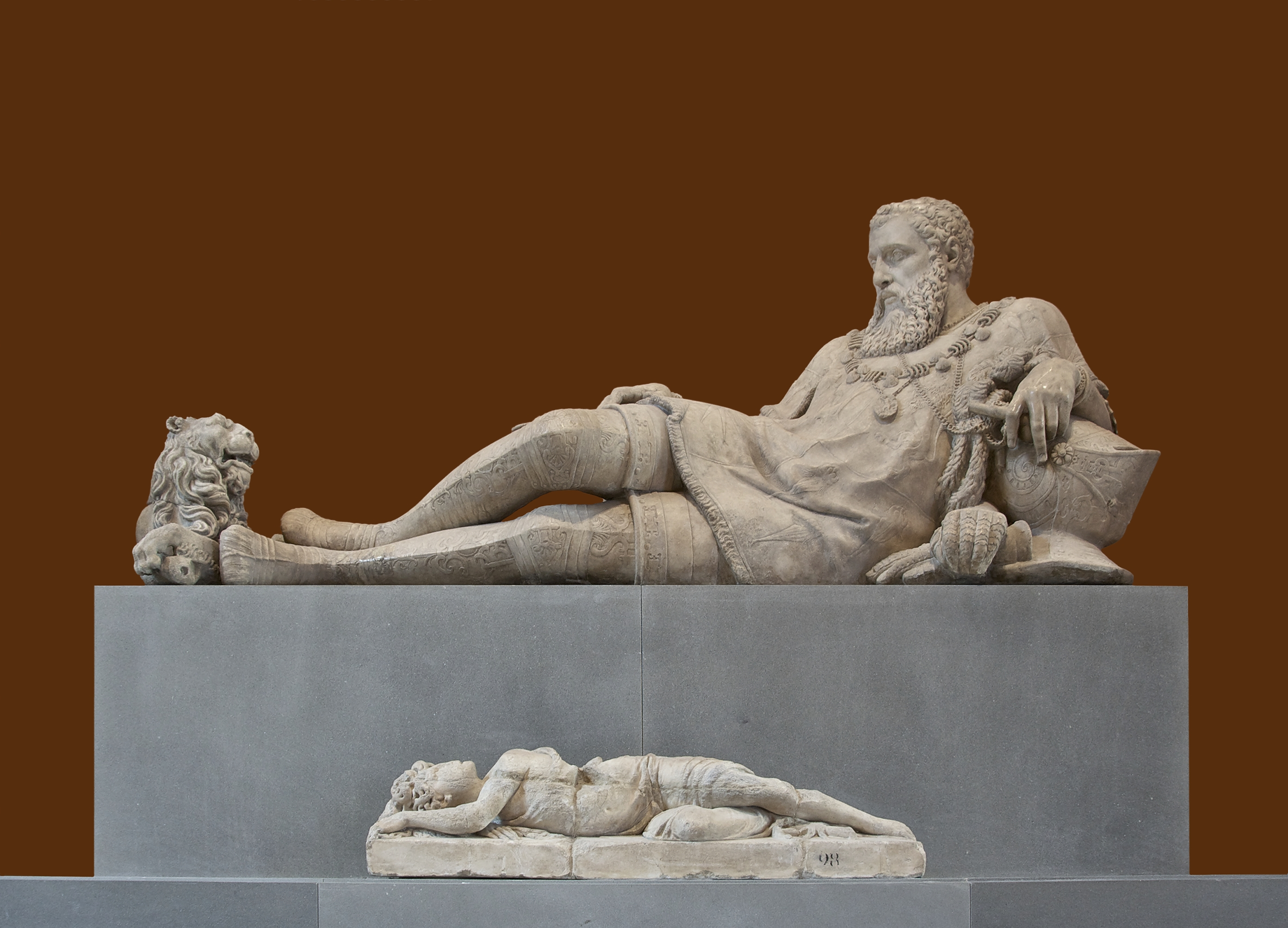
Tombeau de Philippe Chabot, Paris, musée du Louvre.

## Abbés ou prieurs
- 1374-1376 : Pierre Pocquet (vers 1340-1408), prieur.
- jusqu'en 1537 : Denis Le Fèvre (1498-1738), né à Vendôme, il enseigna à l'université de Paris pendant dix ans, puis devint prieur, puis vicaire général du Provincial en 1537. Il écrivit plusieurs ouvrages dont certains furent imprimés.

## Moines et personnalités
- Dom Étienne Carneau (1610-1671), avocat, puis religieux célestin, poète, écrivain.
- Philippe de Mézières, chevalier, chancelier de Chypre, banneret de l'hôtel du roi de France, qui devint célestin en 1380, y mourut le 29 mai 1405.
- Antonio Pérez, ministre du roi d'Espagne Philippe II en fuite, y mourut en novembre 1611.

## Propriétés et revenus

### Terres et maisons
- Maison rue du Marché-Palu à Paris mise en location avant 1486[11].
- Terre de Porchefontaine donnée par Louis Ier d'Orléans, fils du roi Charles V[12].
- terrain à Paris donné par Garnier Marcel que son père Jacques Marcel avait acquis des Carmes.

### Sources
- Jean-Aimar Piganiol de La Force, Description de Paris, Versailles…, t. IV, Paris, Théodore Legras, 1742.